# ویانی

شهر ویانی در کوندینامارکا

ویانی (انگلیسی: Vianí, Cundinamarca) شهری در کلمبیا در بخش کودینامارکا با ۴٬۱۱۵ نفر جمعیت است.